# Skjaldbreiður
Skjaldbreiður (i. e. 'escudo ancho' en islandés) es una montaña de Islandia. Su nombre deriva el término volcan en escudo. La formó una gran erupción hace 9.000 años.

## Historia
El extenso campo de lava que produjo esta erupción fluyó hacia el sur, y formó la cuenca del mayor lago de Islandia, el Þingvallavatn, así como el Þingvellir, los "Llanos del Parlamento", donde el parlamento nacional de Islandia, el Althing fue fundado en 930. 
El volcán tiene una altura de 1.060 m s. n. m., y su cráter tiene un diámetro de 300 metros.